# NGC 3486
NGC 3486 је спирална галаксија у сазвежђу Мали лав која се налази на NGC листи објеката дубоког неба.
Деклинација објекта је + 28° 58' 32" а ректасцензија 11h 0m 24,0s. Привидна величина (магнитуда) објекта NGC 3486 износи 10,3 а фотографска магнитуда 11,0. Налази се на удаљености од 7,4000 милиона парсека од Сунца. NGC 3486 је још познат и под ознакама UGC 6079, MCG 5-26-32, CGCG 155-41, PGC 33166.